# Kalotaszeg népi építészete

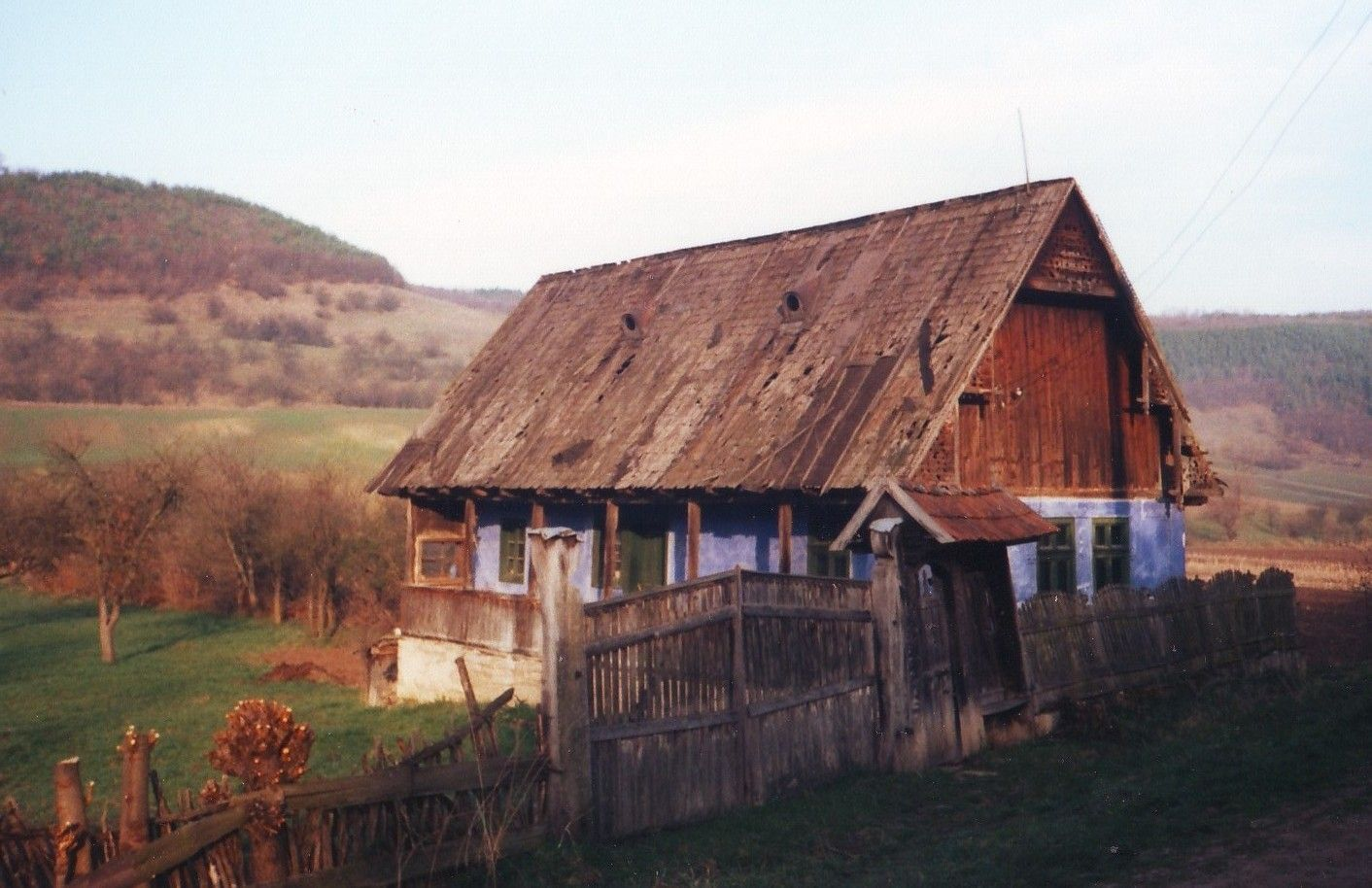
Kispetri ház

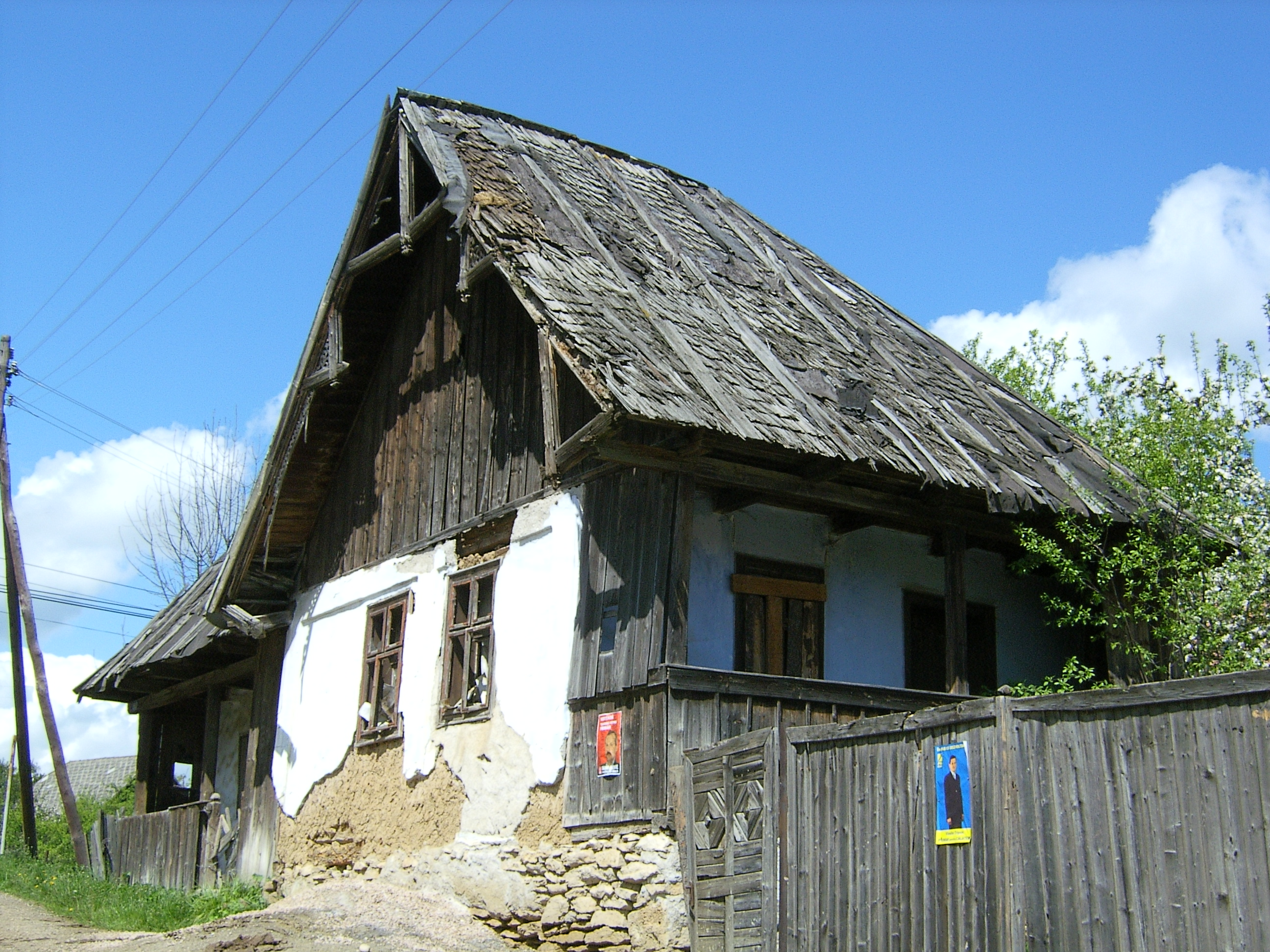
Nagykalotai régi ház

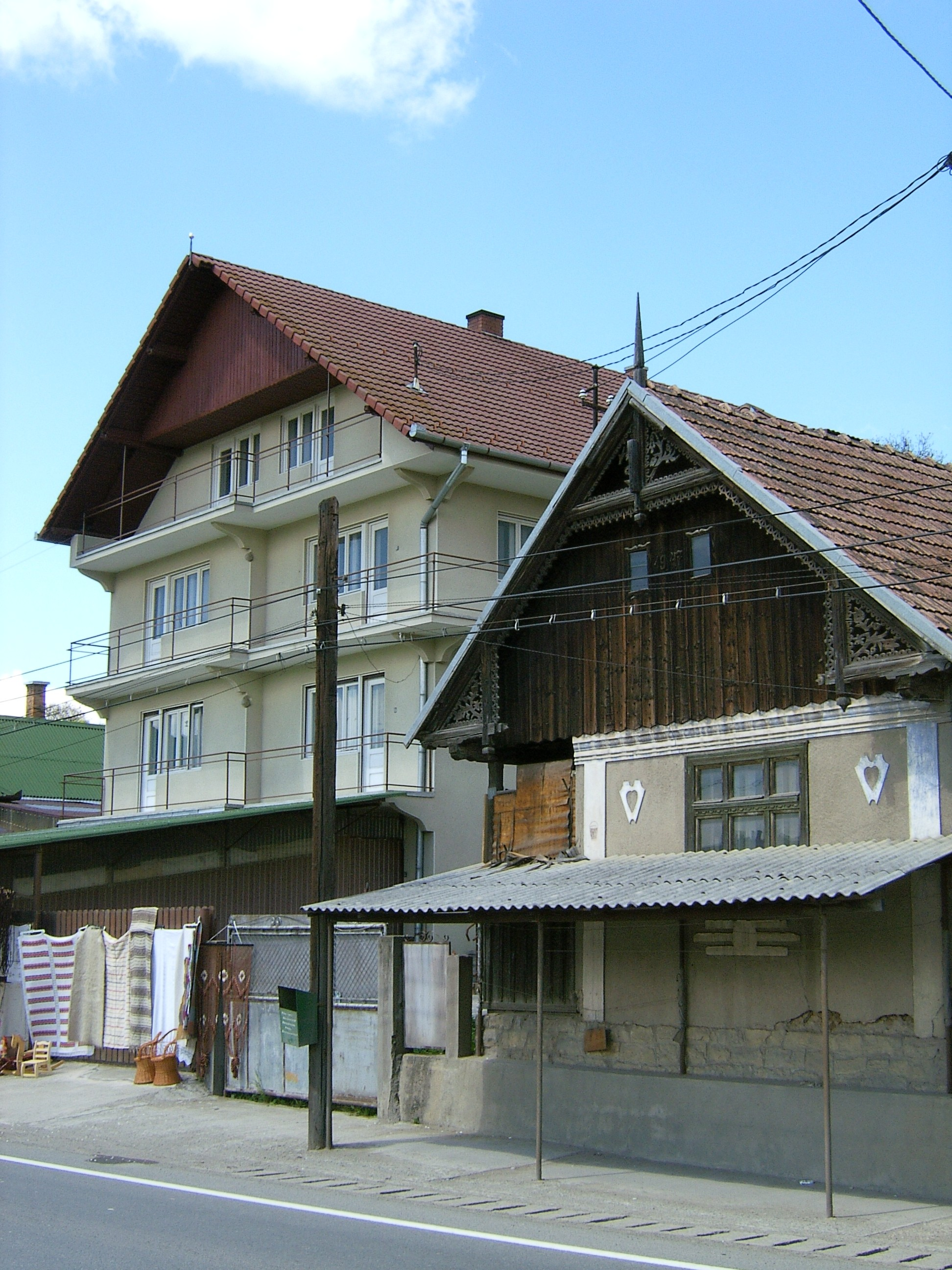
Körösfői házak 2008-ban

Kalotaszeg népi építészete, gótikus templomai, népi textíliái és viselet együtt alkotják a tájegység arculatát és vonzerejét. A faépítészet magas műszaki és művészi színvonalat ért el, amelynek emlékei számos településen megtalálhatóak. A jellegzetesen kalotaszegi vonásokat Kós Károly (néprajzkutató), Kelemen Lajos és Debreczeni László dolgozták fel művészettörténeti szempontból.

## Történelmi alakulása
Kalotaszeg népi építészete a jelenlegi épületanyag, illetve a 19. századi kutatások alapján a 19. század első feléig, levéltári adatok alapján a 18. századig vezethető vissza. A 19. század derekán a Kalotaszeget uraló háztípus formailag alig tért el Erdély szomszédos néprajzi tájegységeinek építészetétől. A kőlábazatra épített, boronafalas, esetleg alápincézett kétosztatú, tört- vagy oldaltornácos, ritkábban kéttraktusos házat magas, kontyolt taposottszalma-héjazattal fedték. A 19. század utolsó évtizedeiben, előbb a fában gazdagabb vidékek szomszédságában, magas, majd egyre alacsonyabb tetőszögű kontyolt zsindelytető került a házakra.
A 19. század fordulóján városi hatásra fokozatosan elterjedt a vízvetős, csonkakontyos tetőforma, előbb zsindely, majd cserépfedéssel, fokozatosan megújult a falszerkezet is, majd áttértek a boronaházakra, valamint a zsilipes szerkezetekre.
Alaprajzát tekintve a kalotaszegi ház egyaránt kapcsolódik a nyugat-erdélyi és kelet-erdélyi fejlődési modellekhez.
Az egyértelműen sajátos kalotaszegi jelleg kialakulását a 20. század első évtizedeiben lezajlott megújulás eredményezte, mely alaprajz és szerkezet szempontjából a tornácok változatosságában, díszítőművészeti vonatkozásában pedig a mesteri famegmunkálásból eredő külső ornamentikában mutatkozott meg. Megjelentek L alakú és kéttraktusos városias házak is.
Művelődéstörténeti szempontból nem teljesen tisztázott sem a térség fürdőváros-építészetével való kapcsolatának eredete, sem a szecesszió és a kalotaszegi népi építészet egymásra hatása.
A régi kalotaszegi házakat leginkább a Felszeg falvai és kisebb mértékben az Alszeg nehezen megközelíthető települései őrizték meg. Szalmafedeles házak álltak még 1973-ban Alsófüldön, 1979-ben Magyarsárdon, 1988-ban Bábonyban. A hegyvidékhez közeli falvakban (Magyarókereke, Marótlaka, Középfüld, Incsel, Kalotabökény, Gyerőfidongó) áll még néhány taposott-szalmafedeles gazdasági épület. A legtöbb kontyolt tetős, zsidelyes ház Magyarvalkón található, de elvétve találunk ilyen házakat Magyargyerőmonostoron, Kalotaszentkirályon, Magyarókerekén, Nyárszón, Damoson, Jákótelkén, Körösfőn, Incselen, Bocson, Meregyóban, Ketesden, Farnason és Zsobokon is. A gazdagon díszített, félkörös oromfalú házak szinte még mindenhol megvannak, de talán a legszebbeket Inaktelkén, Mákófalván és Bogártelkén láthatjuk.
A népi építészet legnagyobb átalakulása a városokhoz, főutakhoz közeli falvakban, illetve Kalotaszeg északi peremén volt megfigyelhető. A szerves fejlődésnek a típustervek kötelezővé tétele és az életforma megváltozása vetett véget. A helyi lakosság érzi legkevésbé értékesnek saját népi építészeti emlékeit; inkább a kívülről érkező, hétvégi házat vagy lakóházat vásároló városiak hajlamosabbak a hagyományos épületek megőrzésére.
A legtöbb kalotaszegi faluban még sértetlen a településszerkezet, bár a falvak településképét a hetvenes, nyolcvanas évek tömbházépítése és a nyolcvanas, kilencvenes évek tájba nem illő, anyaghasználatával, színvilágával nem illeszkedő, bizánci jellegű ortodox templomépítési láz súlyosan károsította.
Más vidékekhez hasonlóan a kalotaszegi népi építészet is végóráit éli, a hagyományos épületek egy letűnt világ itt felejtett emlékei, melyek elhanyagoltságukban csupán haloványan sejtetik az egykor pompázatos, cifra népi díszítőművészet fényes napjait.

## Kalotaszegi településszerkezet

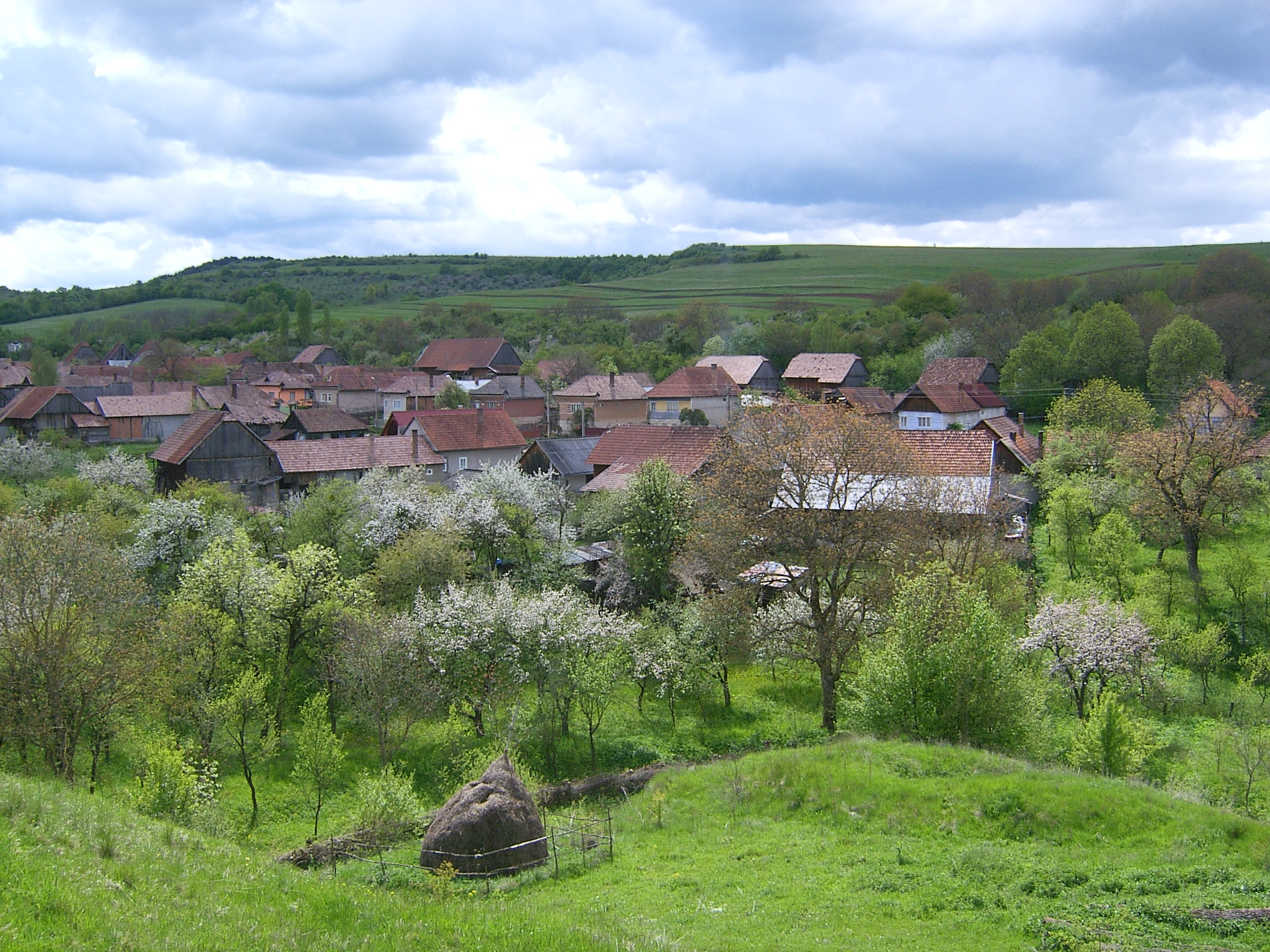
Nyárszói falukép

Kalotaszeg falvai többnyire völgyekben, azok találkozásánál, folyók eldugottabb mellékágainál alakultak ki. A kisebb helységek egyutcás falvak (Sárvásár, Nyárszó, Ketesd, Kalotadámos, Jákótelke, Nádasdaróc, Magyarkapus, Jegenye, Incsel, Isztolna). Néhány völgyi falu esetében megfigyelhető, hogy az utca kettéágazik, majd újból egyesül (Magyarvalkó). A nagyobb települések sokutcás, elágazó völgyi falvak. (Szucság, Magyarvista, Magyargorbó, Mákófalva, Inaktelke, Zsobok, Magyarlóna). Előfordul, hogy a patakmeder mindkét oldalán utca található (Zentelke, Magyarkiskapus, Bedecs, Magyarlóna, Türe), de gyakoribb megoldás, hogy a patak túlpartján lévő házakhoz pallók vezetnek (Magyarkiskapus, Magyargyerőmonostor, Bocs stb.). Kalotaszegen a főútvonalon kívül utcának csak azt nevezik, melyet két házsor alkot. Ezeket gyakran nevezték el a bennük lakó nagycsaládokról. Egyes falvakban megfigyelhető, hogy a telkek tömbökben helyezkednek el (Kalotaszentkirály, Magyargyerőmonostor), máshol megfigyelhető a havasi szórt településszerkezet hatása, főleg ahol völgyek megtelepedésre nem alkalmasak (Gyerőfalva, Bánffydongó). Befolyásolja a településszerkezetet a falu területén álló kúria, kastély (Tordaszentlászló, Váralmás, Gyalu). Bánffyhunyad, Gyalu és Szászfenes településszerkezete nagymértékben városiasodott.

## Kalotaszegi telekelrendezés

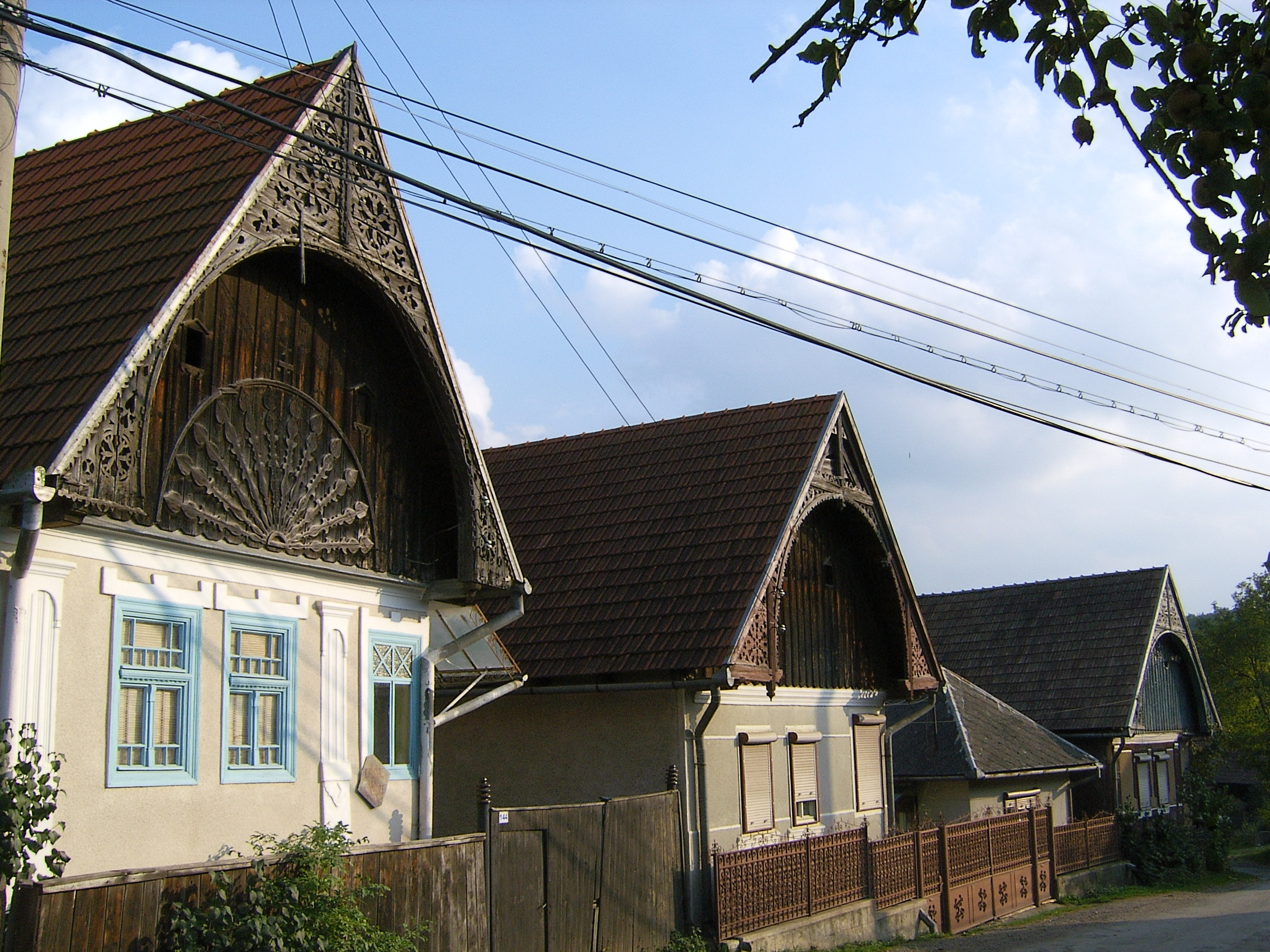
Magyargyerőmonostori utcarészlet

Kalotaszeg falvaiban egyaránt megtalálhatóak a különböző telektípusok. Jól kimutatható a szalagtelkes elrendezésre való törekvés, gyakoriak a téglatelkek, sok a tömbtelek. A házak szinte egyenlő arányban kerültek az előkertek mögé vagy épültek utcafrontra, ez utóbbi a 19 – 20. századi polgárosodás hatására vált gyakoribbá.
Az udvarelrendezés tekintetében két nagy csoportot különböztetünk meg. A Felszegen és a Kapus mentén általánosnak tekinthető a keresztcsűrös elrendezés, ahol a csűr a lakóház tengelyére merőlegesen helyezkedik el, mintegy lezárva az udvart. A többi melléképület elhelyezkedhet a lakóház mögött, vagy vele szemben. Ennek az elrendezésnek köszönhetően a szekér az udvaron keresztül egyenesen bejuthatott a csűrbe.
A második csoportba a soros, vagy párhuzamos elrendezésű udvarok tartoztak. Ez az elrendezés a Nádas mentére és az Alszeg egyes falvaira volt jellemző. Itt a csűr állhat a lakóház meghosszabbításában, vele szemben, de a telek közepén is. A hagyomány szerint a gazdák el akarták kerülni, hogy a lejtős udvaraikon a nagy esőzés alkalmával a víz keresztül folyjon a csűrön. Ennek a magyarázatnak ellentmond, hogy ez az elrendezés nem csak ilyen domborzati viszonyok között jellemző.
A dombhátakon kialakult, elsősorban román ajkú falvakban gyakori a lazább, rendezetlenebb telekelrendezés.
A kalotaszegi dombos tájviszonyok miatt kialakuló kanyargós utcák a telekkiosztás szabálytalanságait, torzulásait eredményezték, így ennek hatására gyakoriak az udvarelrendezés sémáitól való eltérések.

## A kalotaszegi lakóház alaprajzi elrendezése
A Kárpát-medencei parasztházakhoz hasonlóan a kalotaszegi lakóépületek is jellemzően egysorosak. A legáltalánosabb a kétosztatú ház, szoba-konyha elrendezéssel, amely már a 18. századi és ennél korábbi házaknál is megfigyelhető volt. Egysejtes házzal ma már csak ritkán találkozunk, ezek az épületek is inkább üresen állnak, vagy nagyon szegény emberek lakják.
A dombos földrajzi környezetre való tekintettel a kétosztatú ház gyakran pincével egészült ki. A pincét gyakran tették lakhatóvá, ide került a nyári konyha, és előfordult, hogy mindkét helységet alápincézték, kialakítva a magasföldszintes vagy akár emeletesnek is nevezhető lakóházat (Inaktelke, Bogártelke, Nádasdaróc, Körösfő, Magyargyerőmonostor).
Az alaprajzi fejlődés során gyakran épültek harmadik helységek, melyek külső vagy belső ajtókon keresztül közlekedtek a többi helységgel.
A kalotaszegi házak alaprajzának szinte mindig része volt valamilyen tornác, amely lehetett oldaltornác vagy törttornác, de igen elterjedt volt a kiugró résszel gazdagodó körtornác is. Ritkábban előfordult lopott tornác is, amikor a törttornácos ház tornácvégét kamraként beépítették.

## A lakóház szerkezeti felépítése

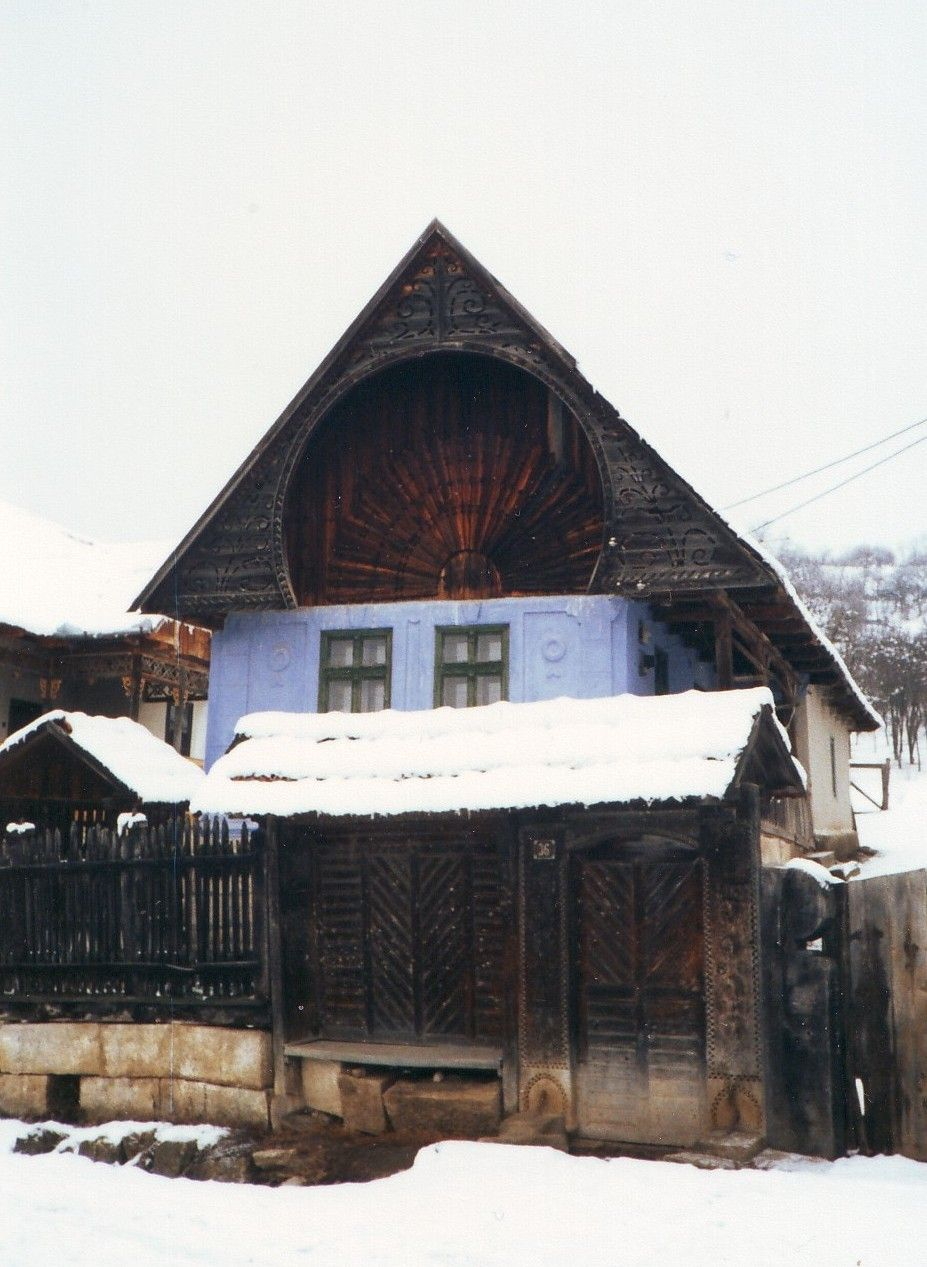
Kispetri ház utcai homlokzata

### Alapozás
A kalotaszegi hagyományos épületek többségének alapozása kőből készült. A 18. századi levéltári adatok cölöpvázasként értelmezhető házakról tesznek említést, de ezt a formát fokozatosan felváltották a talpvázas szerkezetek. A 19. század derekán épülő házak talpgerendái alá a sarkokon és a gerendaközökben nagyobb köveket tettek. A 19. század végétől a pince nélküli épületek talpfáit alacsony, a talaj szabálytalanságait kiegyenlítő kőlábazatra helyezték. Alápincézett vagy emeletes házak esetén a magas pinceszint falait szintén kőből emelték. A kőbányákhoz közelebb eső falvakban gyakori volt a nagyméretű hasábformára faragott kőtömbök használata (Magyarvista, Nádasmente, Sztána, Kispetri, Zsobok, Magyarkapus).

### Falazat

#### Kőfalak
Kalotaszegen ritka a kőfalú ház. Előfordulásuk az Alszegen és a Nádasmentén gyakoribb, főleg a 20. századtól (Magyarvalkó, Gyerővásárhely, Sztána, Méra, Vista, Szucság). A kőfalakat a lakóházaknál elsősorban a pincék és alsó szintek építésére használtak.

#### Boronafalak

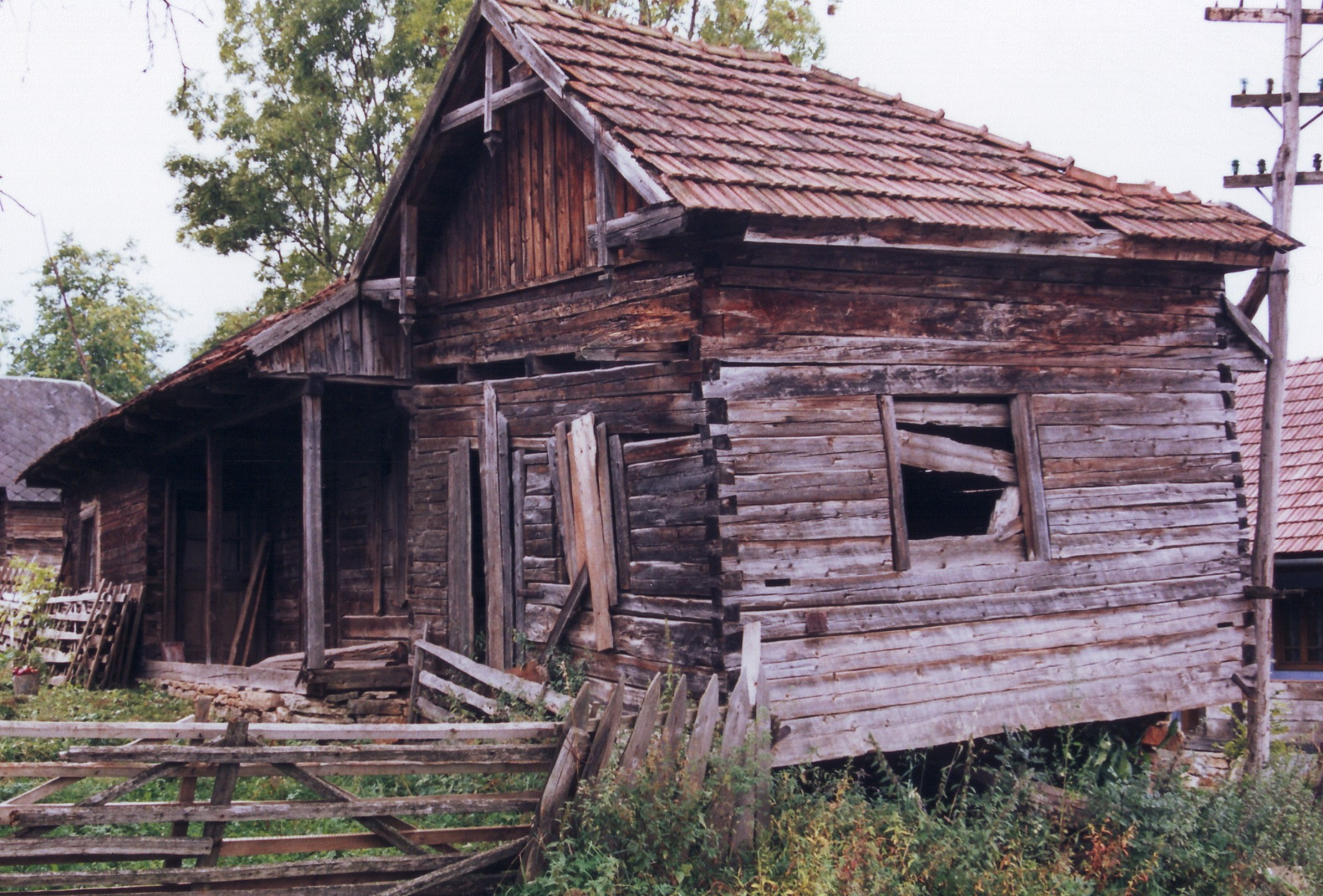
Boronafalú ház Magyarvalkón

A fafalazatok legrégebbi formája a keresztvéges rönkborona. A fal kör keresztmetszetű leháncsolt fenyőrönkökből készült, melyeket vízszintesen egymásra helyeztek. A rönkök végei túlnyúltak a falsíkokon és tapasztás esetén is láthatóak maradtak. Az ilyen típusú házak elterjedése a Felszegen és a Kapus völgyében volt a legnagyobb, de jelen voltak az alszeg és a Nádasmente falvaiban is. A legrégebbi fennmaradt épületek 19. századiak, de kimutatták 18. századi jelenlétüket is.
Igényesebb megmunkálás szükséges a csapolt boronaházak készítéséhez. A bárdolt vagy fűrészmalmokban felvágott fenyőgerendák végeit ferde csapolással úgy illesztették egymásba, hogy a csomópontok ékszerű megmunkálása jól összekapcsolta a keresztfalakat. A 19. századtól terjedt el, de igazi fénykora a 20. században volt és napjainkban is épülnek lakóházak és hétvégi házak ilyen technikával.

#### Zsilipes falak
A máig fennmaradt hagyományos kalotaszegi népi építészet legelterjedtebb fafalazata a zsilipelt vagy zsilipes szerkezetű ház. A ház szerkezete egy faváz, melynek függőleges oszlopai horonyszerű megmunkálást kapnak, majd e hornyokba zsilipszerűen csúsztatják be a végüknél megfaragott rövidebb gerendákat. A zsilipes szerkezetű házak nagy előnye, hogy kialakításukhoz rövidebb fagerendák is elégségesek, valamint könnyebben szétszedhetők és szállíthatók, mint a boronafalas szerkezetek. E két szempont bizonyára hozzájárult elterjedésükhöz, ugyanis Kalotaszegen bevált szokás volt, a házat valamelyik hegyi faluban méretre megrendelni, itt a román ácsok a fát kivágták, a házat felépítették, majd szétszedték, leszállították, és a megrendelő telkén újból összerakták.
A zsilipelt fal elterjedése a 20. századra tehető és csapolt boronaszerkezethez hasonlóan használata ma is él.

#### Vegyes falak

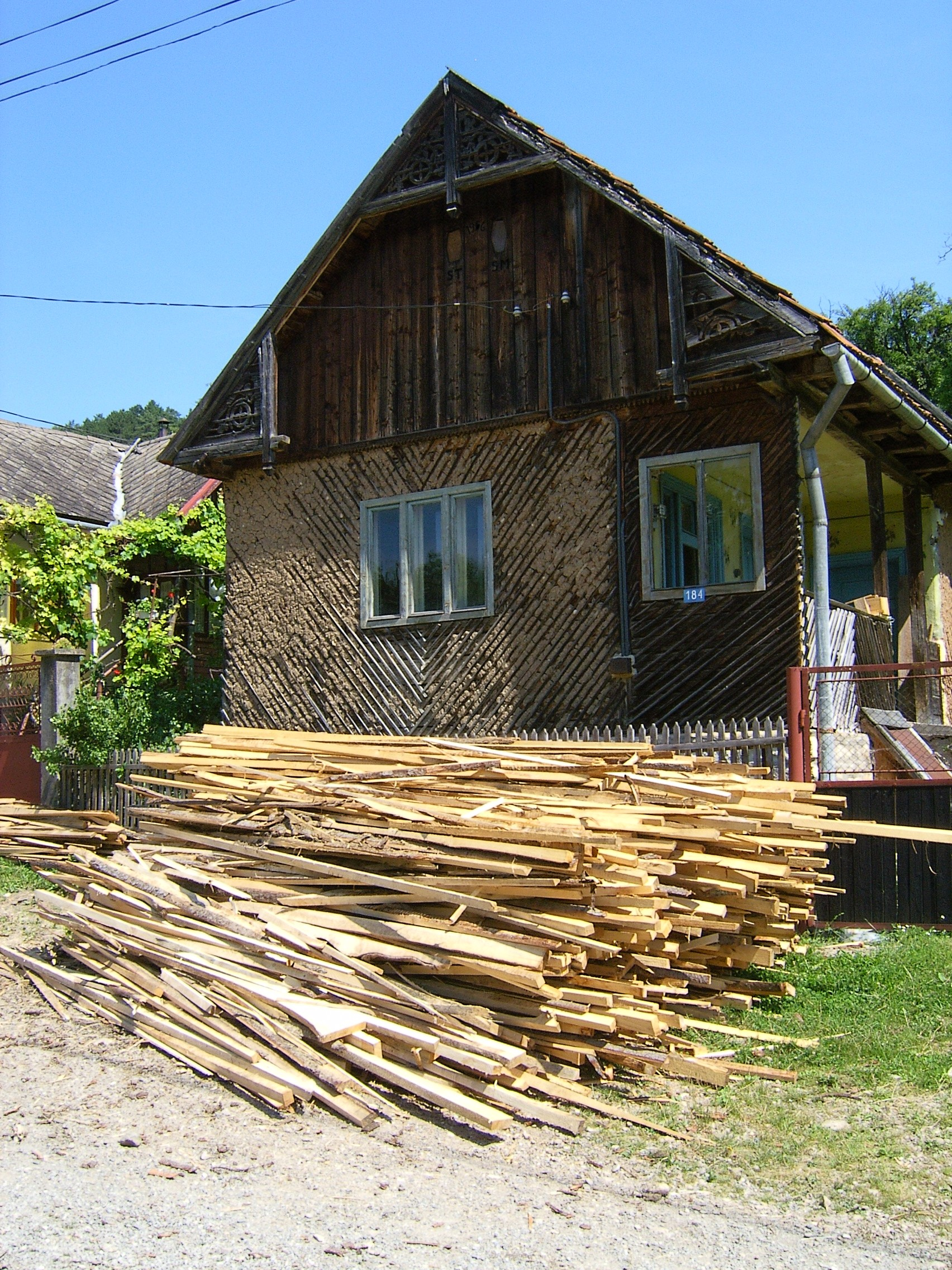
Falazás Magyarvalkón

Vegyes falak tekintetében ismert volt Kalotaszegen a sövényfal is. A talpas vázszerkezetbe vízszintes osztóelemeket helyeztek, és függőlegesen fonták be a sövénykitöltést, majd agyaggal tapasztották a vesszők mindkét oldalát. Ilyen fal elsősorban a Nádas mentén és az Alszegen maradt fenn.

#### Téglafalak
A tégla használata Kalotaszeg hagyományos építészetében ritka és leginkább a 20. században terjedt el, főként a vasút mellett fekvő Nádasmentén. A polgári hatásra épülő nagyméretű házak, vagy a kisebb házak utólagos kiegészítéseihez használták.
A házak falait hagyományosan agyaggal tapasztották majd meszelték. A tapasztást keményfaékekre, majd a fűrészmalmok elterjedésével boronákra szegezett lécekre vitték fel. A meszes vakolatok a 19. század végén, a 20. század elején a polgáribb hatású épületeken jelentek meg. Napjainkban egyre gyakoribb az épületek utólagos cementes levakolása.

### Födémek
Boltozott födém – a falazatok anyagából is következtethetően – Kalotaszegen csak a pincékben volt használatos (Kalotaszentkirály, Körösfő, Kispetri, Sztána).
A pórfödém néven is ismert deszkafödém a Kárpát-medencében mindenhol a népi belső terek legjellegzetesebb eleme. Kalotaszegi elterjedése már a 18. században kimutatható volt.
A korai füstös házaknál csak a szobákban épült födém. A füstfogós és füstcsöves kemencék elterjedésével a pitvar légterét kezdték födémmel ellátni.
A fenyőfából bárdolt, majd gyalult gerendákat egymástól nagyjából 90 cm távolságra fektették és ezekre a hézagmentesség érdekében két-három cm átfedéssel gyalult deszkalapokat helyeztek.

### Padozatok
Az egyik legősibb padozatforma a vert föld, azaz egyszerű döngölés és agyagtapasztás. Ez általában a konyhákat vagy másodlagos fontosságú helységeket jellemezte, az első szoba még a korai házakban is hajópadlós volt. Míg a vert föld használata egyre inkább háttérbe szorult, a hajópadló használata napjainkig általános. A gyalult deszkalapok egymás mellé helyezésével kialakított padozat a legtöbb hagyományos épületben megtalálható. Újabban elterjedt anyag a cement, ami a falnedvesítő hatása ellenére elsősorban konyhák, kamrák, mellékhelyiségek népszerű burkolata.

### Tetőszerkezet
A 19. század közepénél korábbi épületeken általánosan elterjedt volt a magas dőlésszögű taposott szalmatető, amit ma már csak néhány omladozó csűr vagy melléképület tetején láthatunk.
Ezzel egyidőben elsősorban az erdőben gazdag területeken vagy a módosabb házaknál használatos volt a zsindelytető. A 19. század végén a zsindelyes kontyolt tetők dőlésszöge is csökkent, és megjelentek a szintén zsindellyel fedett vízvezetős csonkakontyos tetők.
A századforduló és a 20. század első évtizedeiben jelent meg a gazdag díszítésű, Kalotaszeg meghatározó néprajzi eleme a nyeregtető. Ezek elsődleges fedőanyaga már a kerámiacserép. Ezzel egyidőben terjedt el, leginkább a Felszegen (Magyargyerőmonostor, Magyarvalkó, Kalotaszentkirály, Nyárszó, Körösfő, Magyarkiskapus, valamint Kispetri, Nádasdaróc és Mákófalva) a négyzetes sík palalemez is, melyet 45 fokban megdöntve helyeztek el a tetősíkra.
Szegény házaknál kátránypapírral javították a zsindelyt, és utólagos lefedésre használták a bádogot is. Manapság gyakorivá váltak a különböző anyagú hullámlemezek is.
Az épületek fedélszéke szinte kizárólag szarufás szerkezettel épült. A korábbi épületeknél gyakoribb volt a lecsüngő szarufás szerkezet, majd a nyeregtetős épületeknél a támasztott szarufás szerkezet.

### Tornácok

#### Oszlop, mellvéd

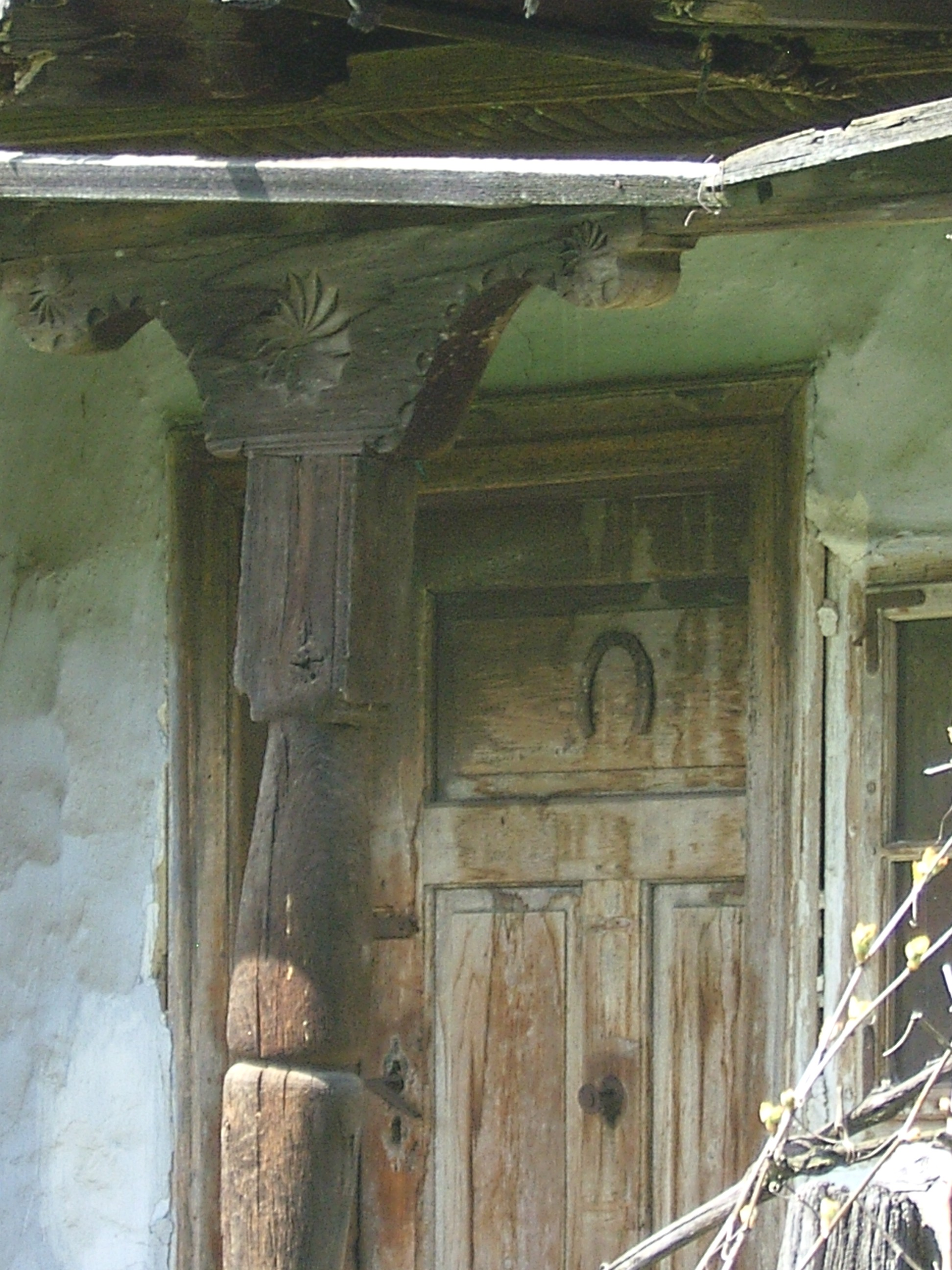
Nyárszói tornácoszlop

Az oszlopokat általában bárddal faragták, gyakori a középmagasságtól felfelé és lefelé egyaránt csökkenő négyzetes keresztmetszet. Az esztergált megmunkálású oszlopok ritkábbak (Nyárszó, Magyarbikal, Gyerővásárhely, Ketesd, Inaktelke).
A mellvédek deszkázottak, és leginkább függőleges kialakításúak. A tornác mellvédjét tartó vízszintes gerendára és a tornác talpgerendájára függőleges deszkaelemeket szegeztek, melyeket alul, de főleg felül valamilyen minta alapján fűrészelt deszkaelemmel zártak. A 19-20. század fordulóján épült házak jellemző elemei az általában stilizált virágmotívumokat mintázó, fűrészelt deszkadíszítések, amelyekkel áttört mellvédek művészi változatait hozták létre.
A tornác mellvédjében gyakori a kis nyitható ajtó, melyet leginkább a bejárati ajtókkal szemben helyeztek el. Főként a Felszegen gyakori a tornácajtó oszlopainak végét gömbszerűre kifaragott dísszel kiemelni.

#### Tornáczáródás
A leggyakoribb az egyenes záródású tornác. Nyeregfás záródású tornácokkal elsősorban a Felszegen (Magyargyerőmonostor, Nyárszó) találkozunk. A könyökfás záródás fecskefarkas csapolása egyaránt díszítő hatású (Körösfő). Szép íves záródású tornácokat láthatunk Mákófalván, Inaktelkén, Gyerővásárhelyen, Farnason és Kispetriben. Gyakori megoldás a lécrácsos záródás is, ahol a tornácoszlopokra támaszkodó gerenda és a velük párhuzamos oszlopok kötőelemei között ferdén elhelyezett lécezés árnyékoló szerepet is kap (Méra, Gyerővásárhely, Zsobok, Kalotaszentkirály). Van olyan tornác is ahol fűrésszel kialakított áttört deszkadíszítést találunk.

## Homlokzatok

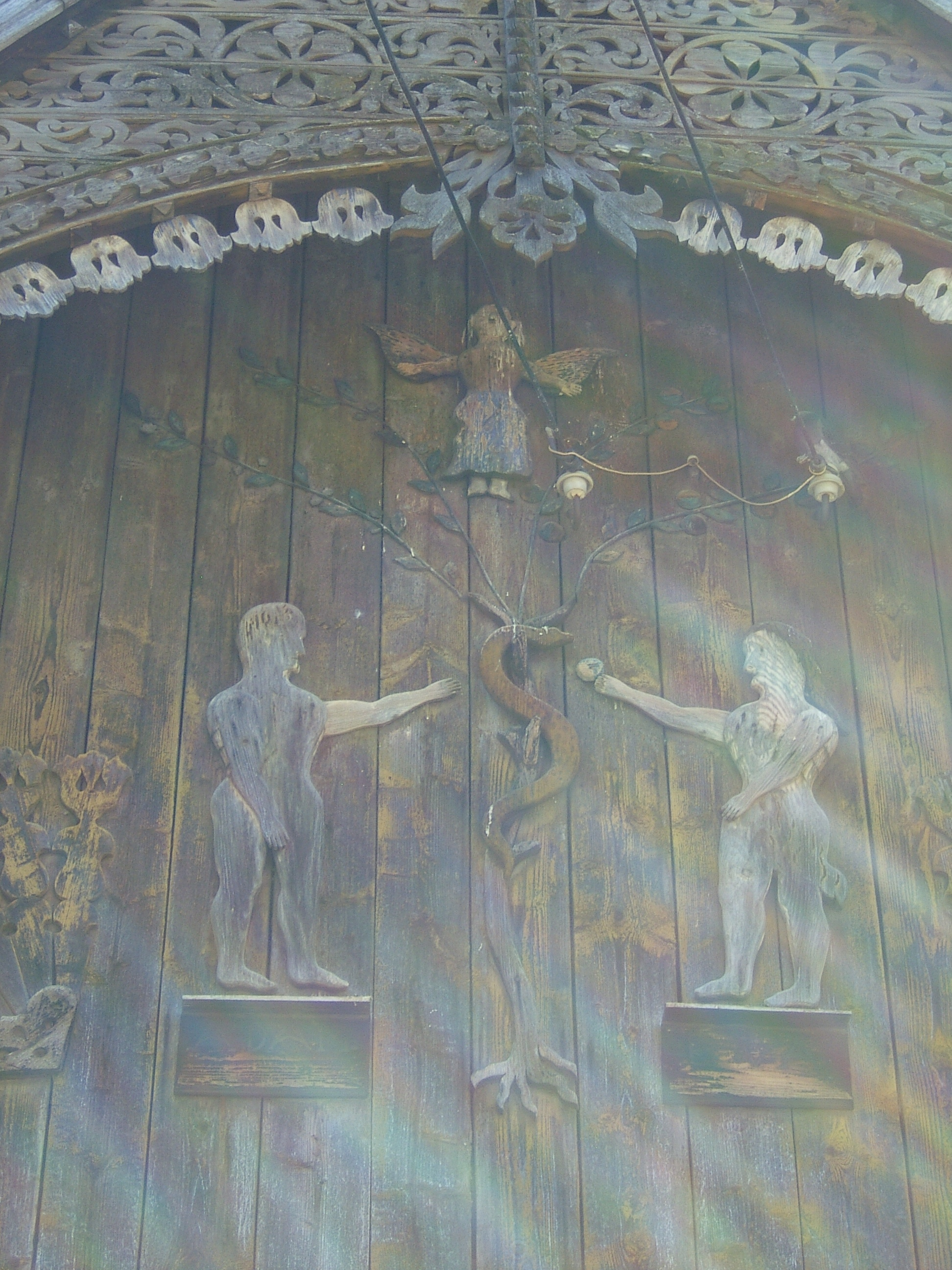
Magyarvalkói homlokzat

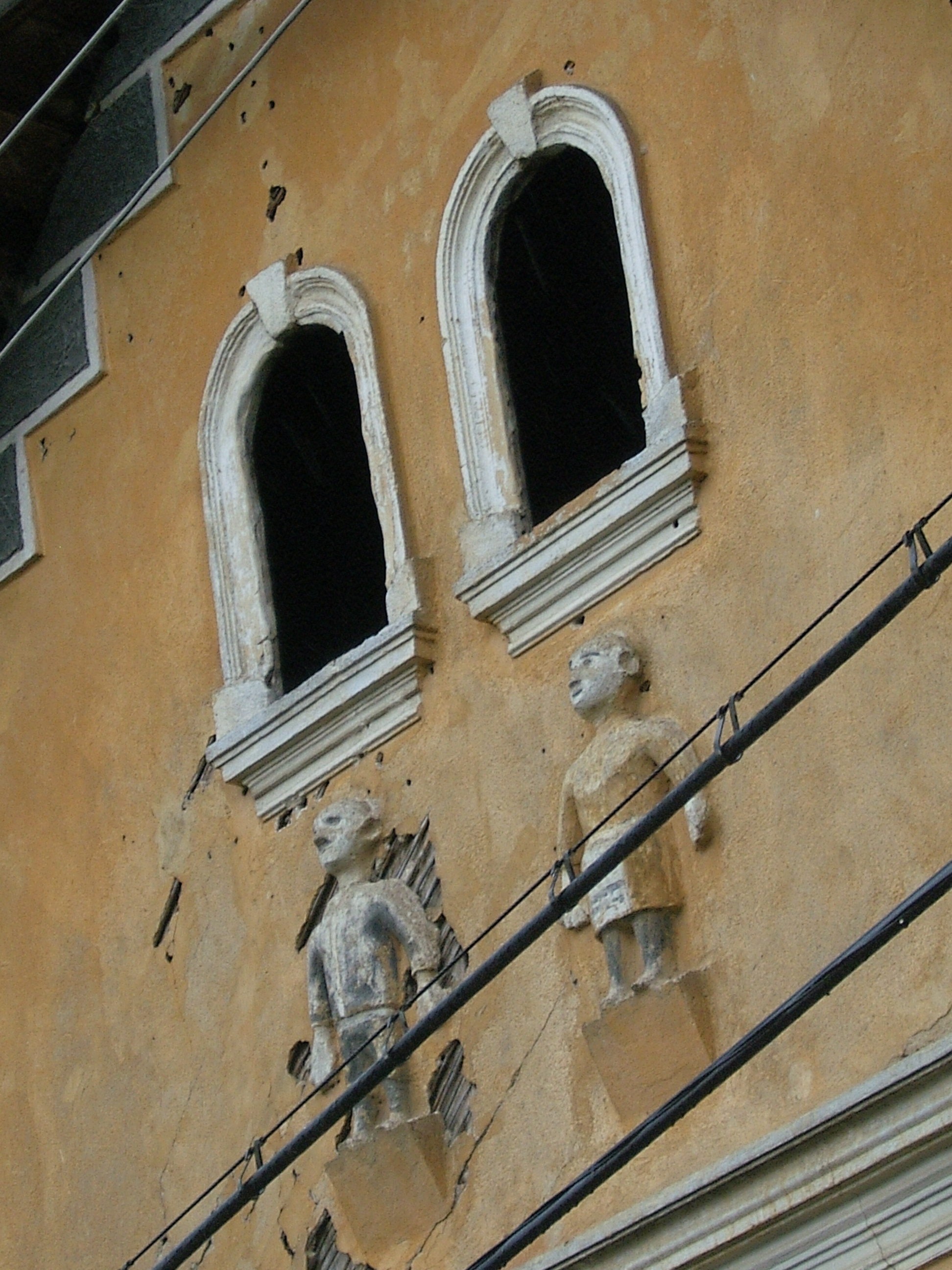
Magyarbikali homlokzat

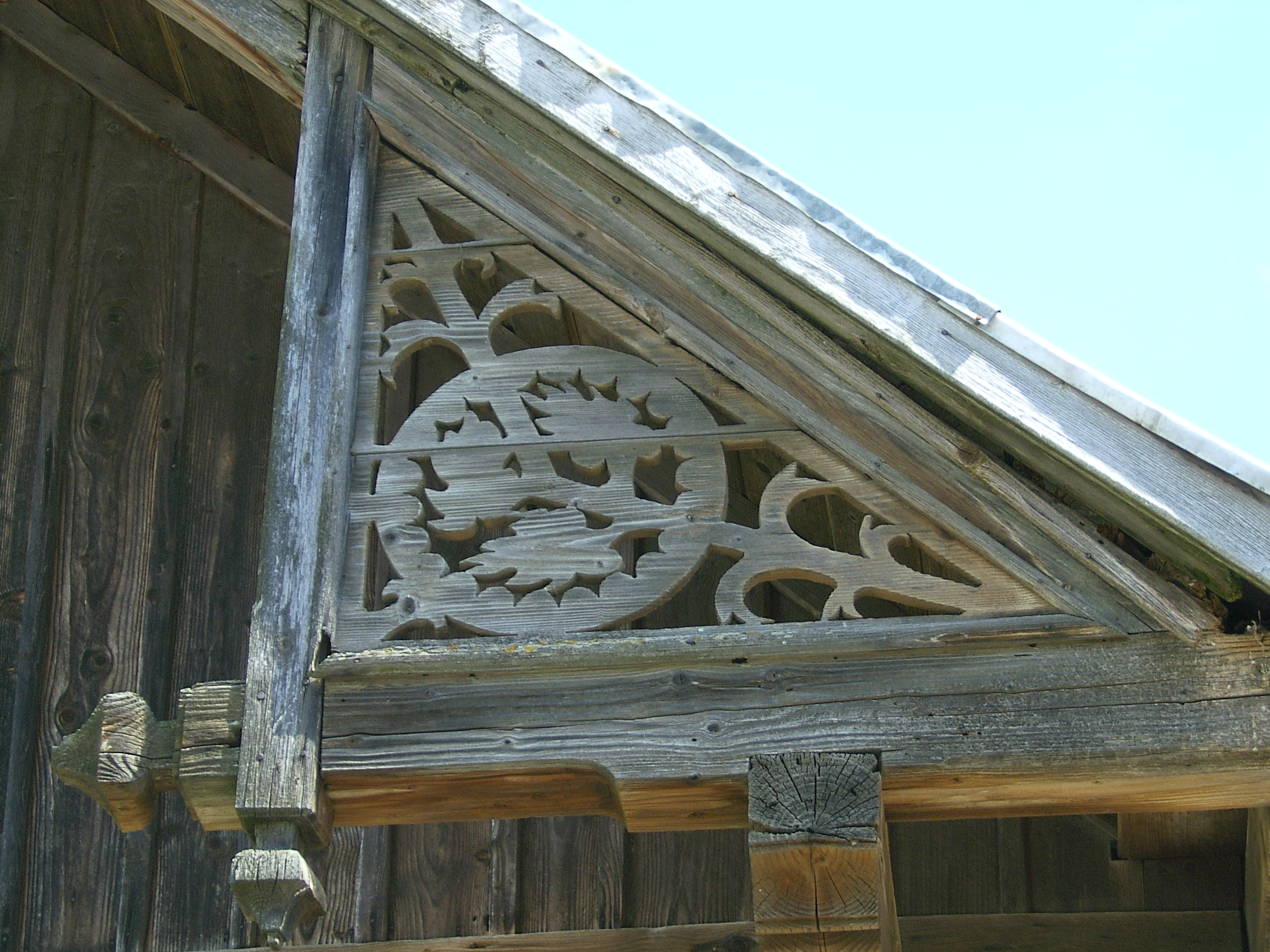
Nyárszói homlokzati díszítés

A kalotaszegi házak homlokzatát általában tapasztották és meszelték, újabban vakolják és festik. Ugyanez érvényes a lábazat kialakításánál, de a kőfalazat gyakran nem kap semmilyen borítást.
Már ritka a fehérre meszelt öreg ház (Magyarvalkó, Nyárszó, Magyarlóna, Magyarfenes, Tordaszentlászló), a 19. századi vagy 20. század eleji épületeknél sokkal gyakoribb a kék szín valamelyik árnyalata, melyet a Kalotaszentkirály környéki "kék agyagból" nyertek. A 20. század elején főleg a polgári hatású épületek színvilága vált változatosabbá, a zöld, a sárga, a barna és végül a szürke színek különböző árnyalatainak elterjedésével. A vegyes lakosságú falvakban a zöld színt elsősorban a magyar ajkú családok kedvelték, míg az okkersárga, a barna és a sötétkék házakban általában románok laktak. A homlokzat díszítettsége koronként és az építtetők igényességétől, anyagi helyzetétől függően változott. A 19. század első felének házainál szinte nem volt homlokzatdíszítés. A díszítések legkorábban a faelemeknél jelentek meg faragott tornácoszlopok, díszített záródások formájában. Ezt követte a sík fafelületek, azaz a tornácmellvédek, majd tetőoromfalak díszítése. Kalotaszegen a fafelületek díszítése magasabb színvonalú, mint a homlokzatok vakolatdíszeinek kialakítása.
Városi hatásra megjelentek a nyeregtetős házak, melyeknek oromfala a díszítések fő kialakítási területe lett. Az oromfallal párhuzamosan fűrészelt díszítés (kötény) nemcsak a sarkokat, hanem a tető élét teljes hosszában szegélyezi és a belső széle félkörös kiképzést kap. Figyelemre méltó a sugárirányban elhelyezett pávafarkos díszítés (Mákófalva), valamint a magyarvalkói Ádám és Éva ábrázolás. Mákón és Zsobokon találunk magyar címert, Inaktelkén tárogatós és üveget tartó férfi alakot. Az oromfal előtti félkörös kiképzés díszítése Inaktelkén és Bogártelkén apró, csipkeszerű. Mérában a díszített sáv szélesebb és a tömör felület nagyobb az áttörtnél. Az alszegen nagyobbak a minták, a Felszeg román falvaiban és Körösfőn és Kiskapuson a minták vaskosabbak, jobban érvényesül mértani hatásuk. Ritkábban előfordul az oromfal vakolása, díszítése is, akár Ádám és Éva fémdomborműves motívumával (Nyárszó, Magyarbikal, Méra).

## Hagyományos nyílászárók
Régen Kalotaszeg házain az ablakot kilyuggatott marhabendővel vagy hólyaggal zárták, ám ez a szokás a 19. század végén már csak a nép emlékezetében maradt meg. A 19. század végén terjedt el előbb a kisméretű, majd később a nagyobb méretű pallótokos ablak. Az ablakkereteket általában színesre festették és növényi motívumokkal díszítették. A pitvar falába gyakran tekintőlyukat is építettek, ezt a nyílást télen bedugaszolták.
A 19. század első évtizedeiben az egyszerű pallótokos ablakokat fokozatosan felváltják a mindkét szárnyukkal befelé nyíló gerébtokos ablakok. Városi hatáskánt megjelentek a változatosan osztott ablakszemek.
A 18-19. századi ajtók fasarkokon forogtak, fakilinccsel és fazárral záródtak, gyakran egyetlen darab fenyődeszkából voltak kifaragva. A 20. század fordulóján már fűrészmalmokban vágták a deszkát, de az összeállításhoz még mindig faszegeket használtak. Az ajtó deszkalapjait két keresztpánttal vagy kerettel erősítették össze. A 19. század végére elterjedtek a díszített kovácsszegekkel kivert ajtók, melyeket a századfordulót követően a városi divatnak megfelelő betétes ajtók szorítottak ki. Érdekes, hogy fennmaradt az ajtó középső mezőjében elhelyezett ajtógomb használata. Szokás volt az ajtó elé díszesen kialakított lécrácsajtót, cserindet helyezni, mely a meleg napokon biztosította a ház szellőzését, de az állatokat kint rekesztette.

## Hagyományos tüzelőberendezések

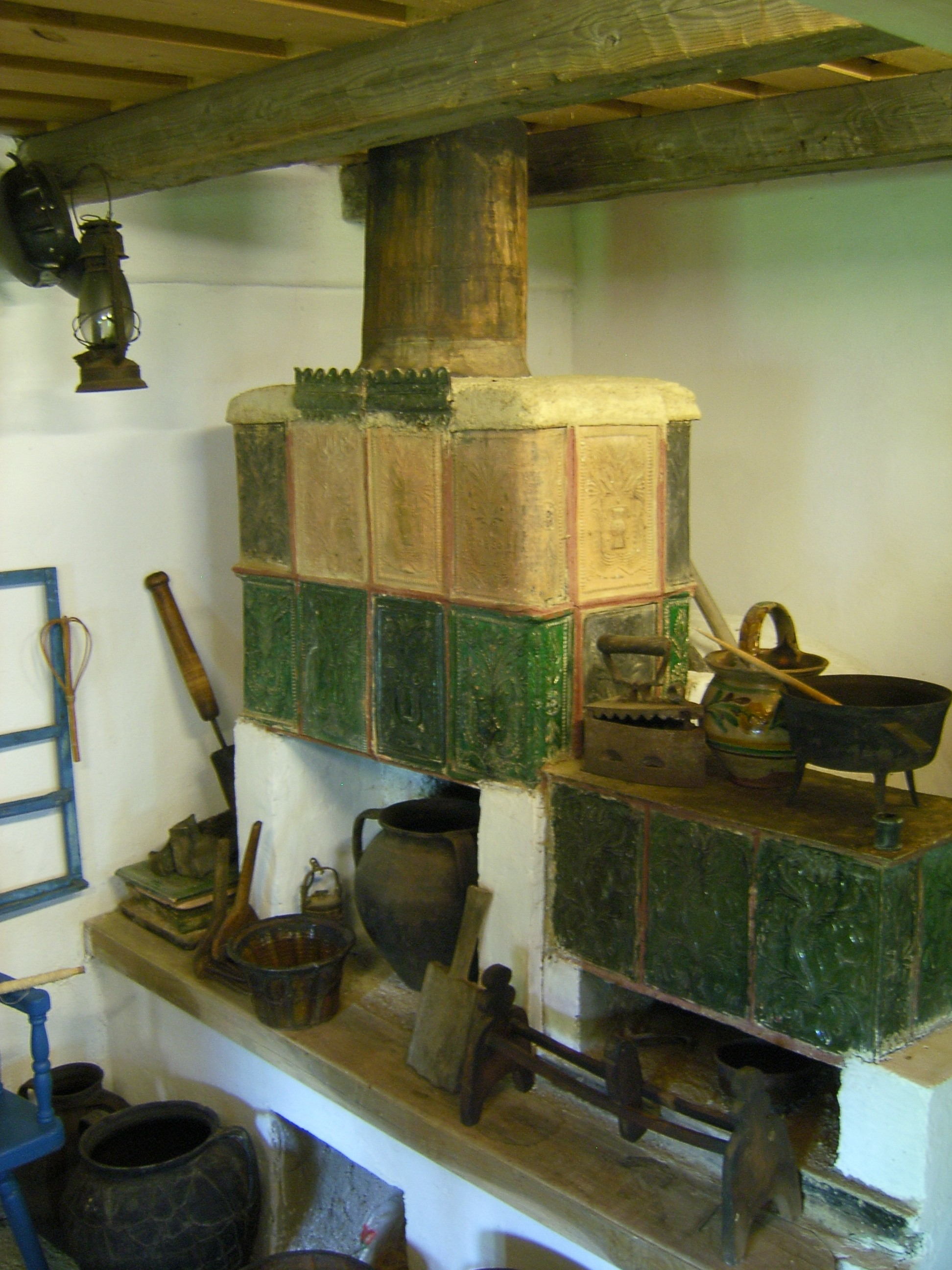
Magyargyerőmonostori tűzhely

Tüzelőberendezése tekintetében Kalotaszeg ötvözi a kelet-erdélyi és az Erdélyen kívüli területek hagyományait. Kialakításuk, használatuk változatos: vannak kifejezetten kenyérsütést szolgáló kemencék, a szoba fűtésére, ételek melegítésére épített fűtők, de vannak sokfunkciós darabok, melyek a ház fontos díszítőelemeivé váltak.
A kandallót és a Kárpát-medencében mindenhol elterjedt boglyakemencét keresztező tüzelő darabjait elsősorban Felszegen, Nyárszón, Körösfőn, Magyarvalkón, Magyargyerőmonostoron, Magyarókerekén láthattunk.
A cserepes fűtőt általában a szobák pitvar felőli sarkában helyezték el úgy, hogy a közfal másik oldalán a kenyérsütő kemence állt.
A 20. századi kereskedelemben kapható tüzelőszerkezetek (öntöttvas kályhák, takarékos tűzhelyek, gázkályhák) elterjedésével a csempés kemencék kiszorultak a pitvarból és a szobákból. Utódaik a sütőházakban, nyári konyhákban, esetleg az udvaron valamilyen tető alatt elhelyezett kupolás kenyérsütő kemencék, mára azonban már ezek használata is korlátozott.

## Hagyományos bútorzat
Az életforma megváltozása elsőként a kalotaszegi ház berendezési tárgyait, a bútorokat érintette. Elvétve találunk még régi bútor darabokat, egy-egy berendezett tisztaszobát.
A bútorok jelentős részét a ládák tették ki. Ilyen volt az élelmiszer tárolására használt festett, faragott, fedeles szuszink. A láda kisebb méretű ruhatárolásra szolgált, de ebben tartották a lányok kelengyéjét is. A gyantáros láda (tulipános láda) Jankó János szerint Kolozsvárról került Kalotaszegre. A monostori ládát faragott motívumokkal díszítették és egyszerű festéssel látták el. A tornácon álló, elsősorban terménytárolásra használt nagyobb méretű láda a hombár. Szekrény ritka darab volt, de üvegek, poharak tárolására használták a falitékát.
Az utcai szobában az utca és az udvar felőli sarokba került az asztal, mellette a fal mentén voltak a padládák. Átlósan vele szemben volt a csempés sütőkemence. Az utca felőli másik sarokba helyezték a díszes párnákkal vetett ágyat – melyet alvásra nem használtak -, utána a háló ágyat, a kemence mellett pedig a bölcső állt. Az udvari fal mellett lehettek ládák, még egy asztal vagy téka.
A kalotaszegi házakban a 20. – 21. század fordulóján is szép számmal találunk padokat, padládát, ládát, szuszinkot, homárt. Faragott szék és festett láda már kevesebb maradt fenn, csakúgy mint régi kályhacsempék, varrottasok és viseletdarabok, ezeket a helybéliek áruba bocsátották.

## Gazdasági épületek

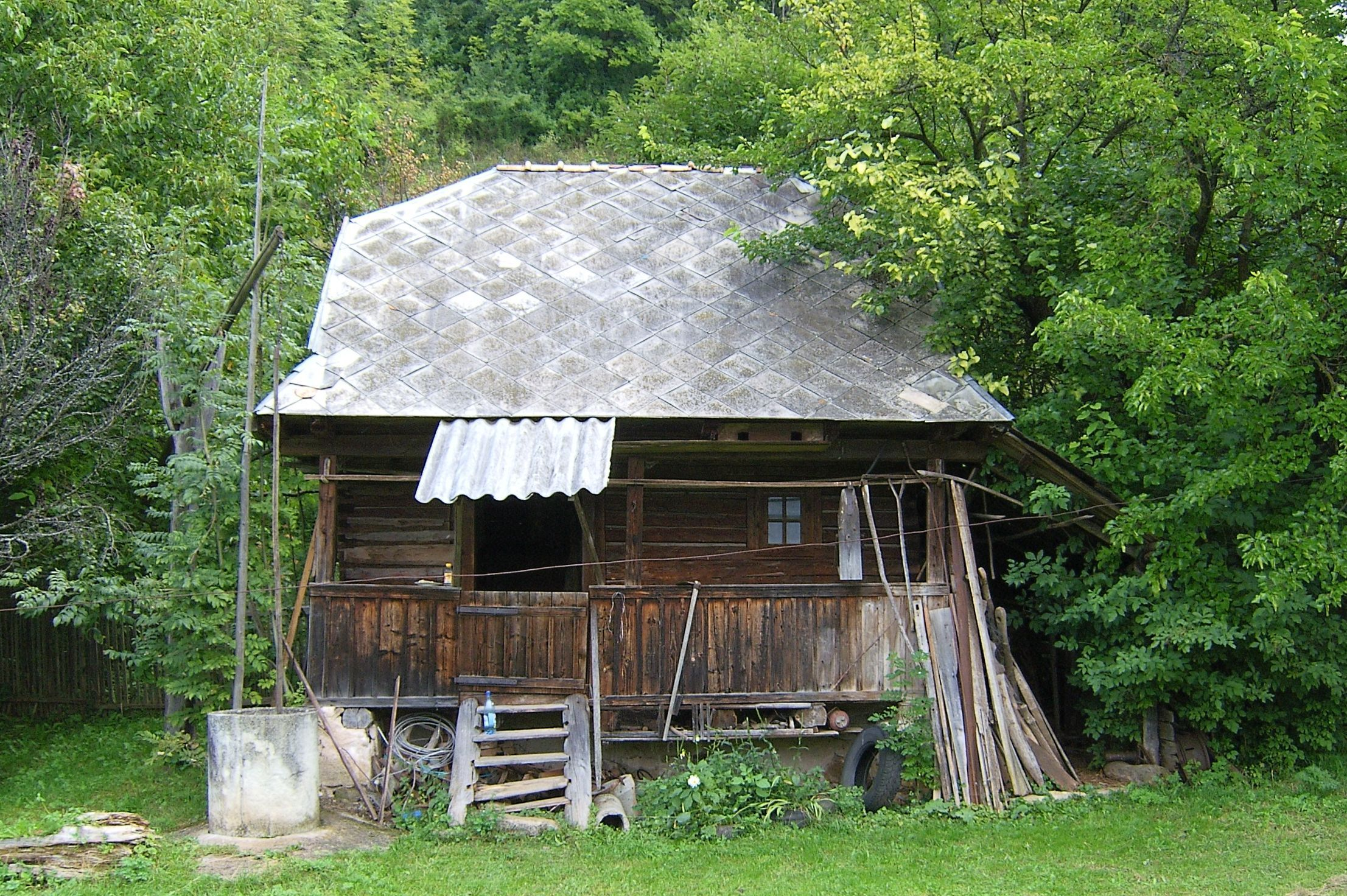
Kiskalotai malom gazdasági épülete

A korai gazdasági épületek egy-egy sajátos funkciót szolgáltak. A hagyományos gazdálkodási mód megszűnése, a kollektivizálás, egyes falvak környezetében történt iparosítás, a falvak elnéptelenedése a melléképületek sorsának alakulását is befolyásolta, így mára egyre ritkább a rendeltetésüknek megfelelő használatuk.
A hagyományos kalotaszegi udvar legjellegzetesebb melléképülete a csűr, amely szérűt, istállót, pajtákat foglalhat magába.
Általában külön nevelkedtek a sertések. És külön épület volt a gabonás is. Tűzifa tárolására, aprítására, eszközök elhelyezésére legtöbbször egy fedett, de fal nélküli helység, a szín szolgált. A korábban a pitvarban lévő sütőkemence napjainkban került ki az udvara, vagy külön épületbe. Kitüntetett szerepe volt a különálló kamrának, nyárikonyhának. Itt sütöttek, főztek és gyakran aludtak is, különösen a városias hatásra elterjedt tisztaszobák kialakulását követően. A pincét főként zöldség, gyümölcs téli tárolására használták.